# Коровье (озеро, Костанайская область)
Коровье — озеро в Фёдоровском районе Костанайской области Казахстана. Находится в 4 км к северо-востоку от села Андреевка.
По данным топографической съёмки 1943 года, площадь поверхности озера составляет 1,09 км². Наибольшая длина озера — 1,3 км, наибольшая ширина — 1 км. Длина береговой линии составляет 3,9 км, развитие береговой линии — 1,05. Озеро расположено на высоте 187,5 м над уровнем моря.